# 兰佐斯算法
Lanczos 算法是科内尔·兰佐斯设计的一种直接算法，它由幂法改编而来，用于找出{\displaystyle n\times n}厄米矩阵的各组特征值和特征向量中“最有用的”（趋于极高/极低的）的{\displaystyle m}组，{\displaystyle m}通常（但不一定）远小于{\displaystyle n}。最初指定的方法尽管从原则上将计算效率应该很高，但是由于其数值不稳定而不敷实用。
1970 年，Ojalvo 和 Newman 提出了使该方法在数值上变稳定的方式，并将其应用于承受动态载荷的大型工程结构的求解。实现方式是，采取措施纯化了 Lanczos 向量（即，反复地把每个新生成的向量同所有先前生成的向量一起重新归一化），纯化到任意的准确度即可，先前没有执行这一步，因而产生了一系列被那些联系于最低自然频率的向量严重污染了的向量。
在最初的文章中，这些作者还建议了选择起始向量的方式（即，使用随机数生成器来选择起始向量的每个元素），并提出了一种根据经验确定下来的方法，用来确定向量数量的减少量{\displaystyle m}（即，应选为所需准确特征值数量的约 1.5 倍）。此后不久，Paige 跟进了他们的工作，而 Paige 提供了错误分析。 1988 年，Ojalvo 为该算法制作了更详细的历史记录和有效的特征值误差测试。